# Ally (Haute-Loire)
Pour les articles homonymes, voir Ally.
Ally est une commune française située dans le département de la Haute-Loire en région Auvergne-Rhône-Alpes.

## Géographie

### Localisation
La commune d'Ally se trouve dans le département de la Haute-Loire, en région Auvergne-Rhône-Alpes.
Elle se situe à 61 km par la route du Puy-en-Velay, préfecture du département, à 23 km de Brioude, sous-préfecture, et à 18 km de Mazeyrat-d'Allier, bureau centralisateur du canton du Pays de Lafayette dont dépend la commune depuis 2015 pour les élections départementales.
Les communes les plus proches sont :
Mercœur (4,1 km), Celoux (4,3 km), La Chapelle-Laurent (5,9 km), Saint-Austremoine (6,2 km), Chazelles (6,5 km), Rageade (6,8 km), Blassac (6,8 km), Villeneuve-d'Allier (6,9 km).
|                 | Mercœur                    | Villeneuve-d'Allier    |
| Celoux (Cantal) | Ally                       | Blassac Saint-Cirgues, |
|                 | Chazelles Rageade (Cantal) | Saint-Austremoine      |

Quelques distances d'Ally avec quelques communes ou villes (par la route) :
- Tout près : Lavoûte-Chilhac (11 km/11 min), Massiac (20 km/23 min), Brioude (23 km/25 min), Langeac (24 km / 25 min), Saint-Flour (35 km/36 min).
- Plus loin : Le Puy en Velay (55 km/53 min), Issoire (55 km/54 min), Clermont-Ferrand (90 km/1 h 17), Aurillac (105 km/1 h 50), Mende (108 km/1 h 35).
- Encore plus loin : Saint-Étienne : (140 km/2 h 10), Valence (180 km/3 h), Lyon (200 km/2 h 50), Montpellier (270 km/3 h), Toulouse (320 km/4h20), Limoges (340 km/3 h 40), Marseille (370 km/5 h 40), Paris (505 km/5 h 20), Nice (544 km/6 h 50), Strasbourg (687 km/8 h), Ouessant (942 km/10 h 30).

Carte : 1/25 000 IGN no 2635 « Lavoûte-Chillac ».

### Panorama
Sa situation de vigie du village d'Ally permet de voir de manière unique l'ensemble du relief de l'Auvergne (sur les trois quarts de l'horizon). Une table ronde a été installée dans le moulin panoramique au nord du Bourg.
Ce lieu permet de contempler les points culminants suivants (d'ouest en est) :
- Plomb du Cantal (1 855 m) (44,80 km).
- Signal du Luguet (1 547 m) (Cézallier) (32,10 km).
- Puy de Sancy (1 886 m) (55,90 km).
- Puy de Dôme (1 465 m) (75,50 km).
- Mont Gerbier-de-Jonc (1 551 m) (79,5 km).
- Mont Mézenc (1 753 m) (74,80 km).

### Géologie
La géologie du plateau se caractérise par une superposition d'un terrain volcanique et granitique. C'est un lieu de transition entre le nord (chaîne des volcans) et le sud (plateau lozérien). La présence de nombreux métaux (antimoine, plomb, argent) remontés à la surface par un phénomène de géothermie a justifié l'ouverture et l'exploitation de nombreuses mines depuis les gallo-romains jusqu'au tout début du XXe siècle.

### Climat
Pour des articles plus généraux, voir Climat d'Auvergne-Rhône-Alpes et Climat de la Haute-Loire.
En 2010, le climat de la commune est de type climat des marges montargnardes, selon une étude du Centre national de la recherche scientifique s'appuyant sur une série de données couvrant la période 1971-2000. En 2020, Météo-France publie une typologie des climats de la France métropolitaine dans laquelle la commune est exposée à un climat de montagne ou de marges de montagne et est dans la région climatique Nord-est du Massif Central, caractérisée par une pluviométrie annuelle de 800 à 1 200 mm, bien répartie dans l’année.
Pour la période 1971-2000, la température annuelle moyenne est de 7,7 °C, avec une amplitude thermique annuelle de 14,7 °C. Le cumul annuel moyen de précipitations est de 793 mm, avec 9,4 jours de précipitations en janvier et 6,9 jours en juillet. Pour la période 1991-2020, la température moyenne annuelle observée sur la station météorologique de Météo-France la plus proche, « St- Poncy_sapc », sur la commune de Saint-Poncy à 10 km à vol d'oiseau, est de 9,4 °C et le cumul annuel moyen de précipitations est de 741,8 mm,. Pour l'avenir, les paramètres climatiques de la commune estimés pour 2050 selon différents scénarios d'émission de gaz à effet de serre sont consultables sur un site dédié publié par Météo-France en novembre 2022.

## Urbanisme

### Typologie
Au 1er janvier 2024, Ally est catégorisée commune rurale à habitat très dispersé, selon la nouvelle grille communale de densité à sept niveaux définie par l'Insee en 2022.
Elle est située hors unité urbaine. Par ailleurs la commune fait partie de l'aire d'attraction de Brioude, dont elle est une commune de la couronne,. Cette aire, qui regroupe 39 communes, est catégorisée dans les aires de moins de 50 000 habitants,.

### Occupation des sols
L'occupation des sols de la commune, telle qu'elle ressort de la base de données européenne d’occupation biophysique des sols Corine Land Cover (CLC), est marquée par l'importance des territoires agricoles (55,1 % en 2018), une proportion sensiblement équivalente à celle de 1990 (55 %). La répartition détaillée en 2018 est la suivante :
forêts (40 %), zones agricoles hétérogènes (31 %), prairies (24,2 %), milieux à végétation arbustive et/ou herbacée (4,9 %).
L'IGN met par ailleurs à disposition un outil en ligne permettant de comparer l’évolution dans le temps de l’occupation des sols de la commune (ou de territoires à des échelles différentes). Plusieurs époques sont accessibles sous forme de cartes ou photos aériennes : la carte de Cassini (XVIIIe siècle), la carte d'état-major (1820-1866) et la période actuelle (1950 à aujourd'hui).

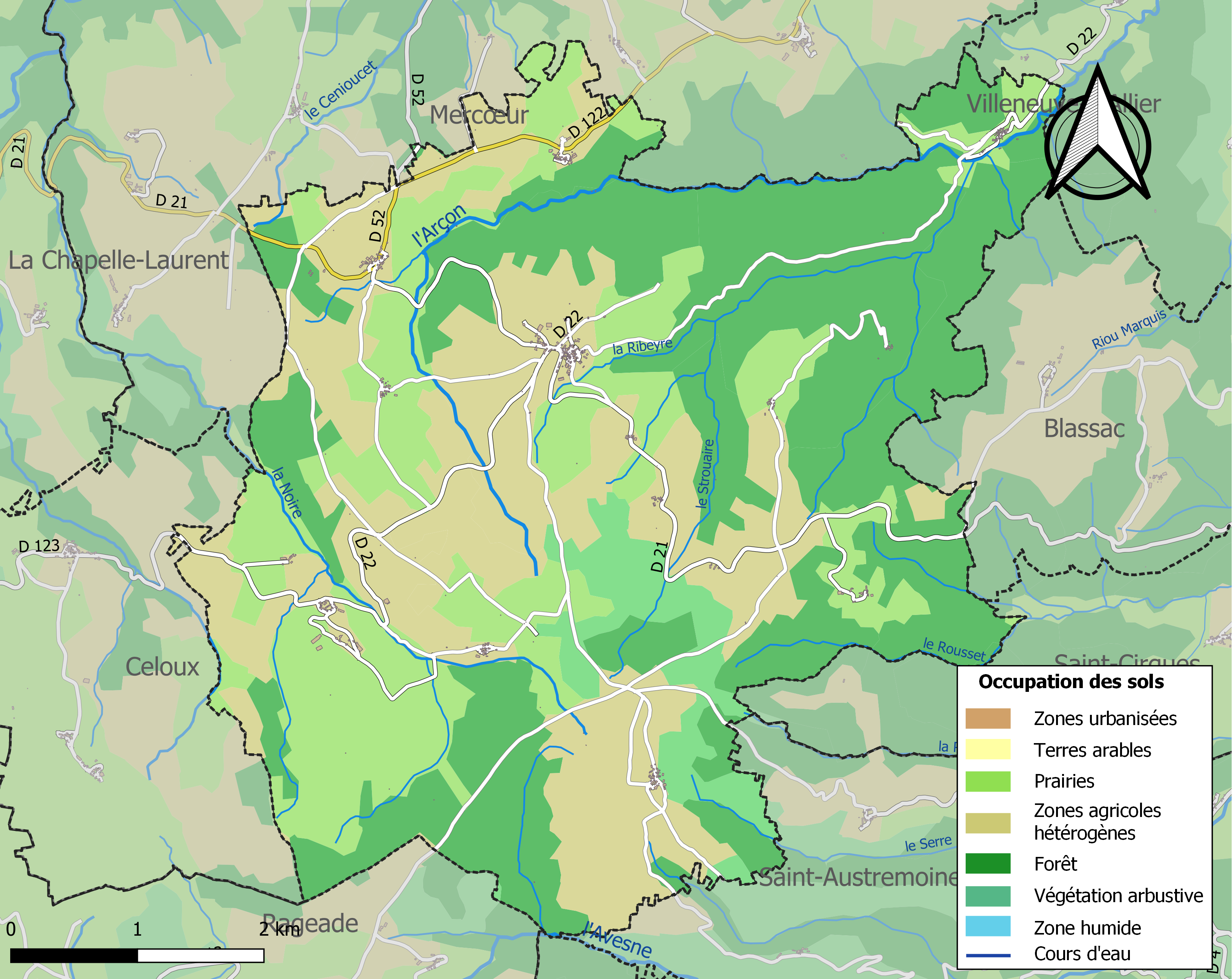
Carte des infrastructures et de l'occupation des sols de la commune en 2018 (CLC).
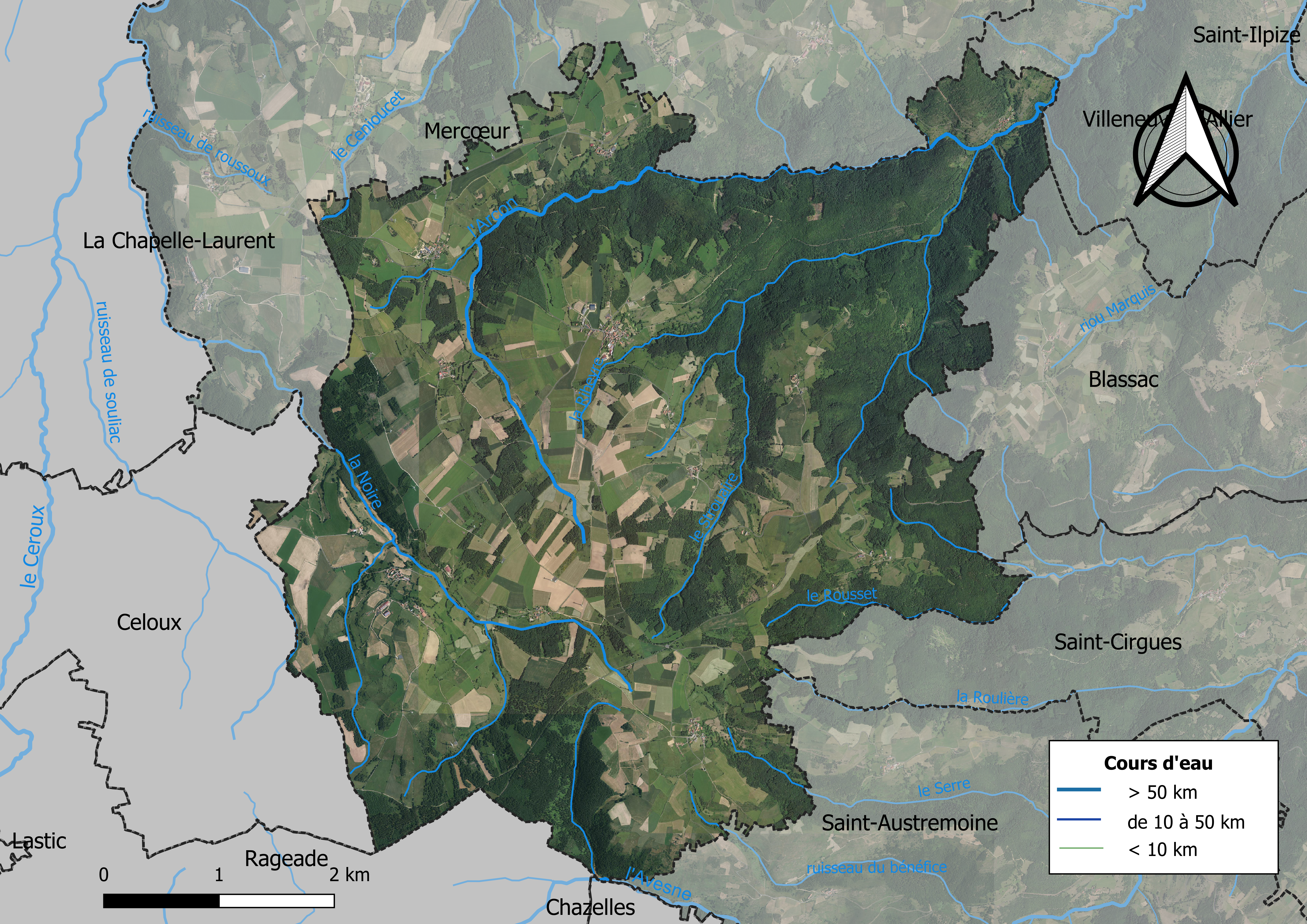
Carte orthophotographique de la commune.

### Habitat et logement
En 2018, le nombre total de logements dans la commune était de 143, alors qu'il était de 144 en 2013 et de 148 en 2008.
Parmi ces logements, 48,7 % étaient des résidences principales, 37,8 % des résidences secondaires et 13,5 % des logements vacants. Ces logements étaient pour 92,9 % d'entre eux des maisons individuelles et pour 5 % des appartements.
Le tableau ci-dessous présente la typologie des logements à Ally en 2018 en comparaison avec celle de la Haute-Loire et de la France entière. Une caractéristique marquante du parc de logements est ainsi une proportion de résidences secondaires et logements occasionnels (37,8 %) supérieure à celle du département (16,1 %) et à celle de la France entière (9,7 %). Concernant le statut d'occupation de ces logements, 91 % des habitants de la commune sont propriétaires de leur logement (89,7 % en 2013), contre 70 % pour la Haute-Loire et 57,5 pour la France entière.
| Typologie                                               | Ally | Haute-Loire | France entière |
| ------------------------------------------------------- | ---- | ----------- | -------------- |
| Résidences principales (en %)                           | 48,7 | 71,5        | 82,1           |
| Résidences secondaires et logements occasionnels (en %) | 37,8 | 16,1        | 9,7            |
| Logements vacants (en %)                                | 13,5 | 12,4        | 8,2            |

## Toponymie
Le nom de la localité est attesté sous les formes Aly dès 1307, Ali en 1352 puis Alis au XVIe siècle.

## Histoire
Le site de La Rodde a été fouillé par l’archéologue Christian Vialaron : il correspond à l'exploitation d'un gisement de plomb et d’argent durant l’Antiquité.
Ally se trouvait sur le passage de la route reliant Saint-Flour (Cantal) à La Chaise-Dieu (Haute-Loire), jalonnée alors par de nombreuses pierres plantées (aujourd'hui couchées dans les broussailles) afin de s'y retrouver plus facilement pendant les tempêtes de neige de l'hiver.
Au Moyen Âge, les Rochefort d'Ally, alors seigneurs des lieux, régnaient sur tout le territoire. Un château se dressait, dès le XIe siècle, au-dessus du bourg principal avec ses cinq tours, reliées par un mur très élevé, et dominait toute la commune. Autour, s'agglutinaient les maisons paysannes, le lavoir (XIe), le cimetière et l'église (XIIe).
L'industriel Emmanuel Chatillon créa une fonderie d'antimoine au Babory-de-Blesle (au bord de l'Alagnon, à environ 35 km d'Ally) dans les années 1880. Pour l'alimenter, il inventa le procédé de traitement de l'antimoine par grillage volatilisant et prit la propriété des Mines d'antimoine de La Bessade (Haute-Loire), situées à Mercoeur. Elle resta en activité jusqu'en 1930.

## Politique et administration

### Découpage territorial
La commune d'Ally est membre de la communauté de communes des Rives du Haut Allier, un établissement public de coopération intercommunale (EPCI) à fiscalité propre créé le 27 décembre 2016 dont le siège est à Langeac. Ce dernier est par ailleurs membre d'autres groupements intercommunaux.
Sur le plan administratif, elle est rattachée à l'arrondissement de Brioude, au département de la Haute-Loire, en tant que circonscription administrative de l'État, et à la région Auvergne-Rhône-Alpes.
Sur le plan électoral, elle dépend du canton du Pays de Lafayette pour l'élection des conseillers départementaux, depuis le redécoupage cantonal de 2014 entré en vigueur en 2015, et de la deuxième circonscription de la Haute-Loire  pour les élections législatives, depuis le redécoupage électoral de 1986.

### Élections municipales et communautaires

#### Élections de 2020
Le conseil municipal d'Ally, commune de moins de 1 000 habitants, est élu au scrutin majoritaire plurinominal à deux tours avec candidatures isolées ou groupées et possibilité de panachage. Compte tenu de la population communale, le nombre de sièges à pourvoir lors des élections municipales de 2020 est de 11. Sur les neuf candidats en lice, neuf sont élus dès le premier tour, le 15 mars 2020, correspondant à la totalité des sièges à pourvoir, avec un taux de participation de 48,05 %.
Jean-Louis Portal, maire sortant, est réélu pour un nouveau mandat le 3 juillet 2020.
Dans les communes de moins de 1 000 habitants, les conseillers communautaires sont désignés parmi les conseillers municipaux élus en suivant l’ordre du tableau (maire, adjoints puis conseillers municipaux) et dans la limite du nombre de sièges attribués à la commune au sein du conseil communautaire. Un siège est attribué à la commune au sein de la communauté de communes des Rives du Haut Allier.

#### Liste des maires
| Période                                  | Période                        | Identité            | Étiquette | Qualité |
| ---------------------------------------- | ------------------------------ | ------------------- | --------- | ------- |
| Les données manquantes sont à compléter. |                                |                     |           |         |
|                                          |                                |                     |           |         |
| avant 2005                               | 2014                           | Marie-Paule Olagnol | DVD       |         |
| 2014                                     | En cours (au 3 septembre 2020) | Jean-Louis Portal   |           |         |

### Politique environnementale
Un parc d’éoliennes est installé sur la commune d’Ally.

### Jumelages
Ally n'est jumelée avec aucune commune.

## Population et société

### Démographie

#### Évolution démographique
L'évolution du nombre d'habitants est connue à travers les recensements de la population effectués dans la commune depuis 1793. Pour les communes de moins de 10 000 habitants, une enquête de recensement portant sur toute la population est réalisée tous les cinq ans, les populations de référence des années intermédiaires étant quant à elles estimées par interpolation ou extrapolation. Pour la commune, le premier recensement exhaustif entrant dans le cadre du nouveau dispositif a été réalisé en 2004.

En 2022, la commune comptait 124 habitants, en évolution de −14,48 % par rapport à 2016 (Haute-Loire : +0,36 %, France hors Mayotte : +2,11 %).
| 1793 | 1800 | 1806 | 1821 | 1831 | 1836 | 1841 | 1846 | 1851 |
| ---- | ---- | ---- | ---- | ---- | ---- | ---- | ---- | ---- |
| 822  | 707  | 805  | 808  | 860  | 769  | 794  | 742  | 762  |

| 1856 | 1861 | 1866 | 1872 | 1876 | 1881 | 1886 | 1891 | 1896 |
| ---- | ---- | ---- | ---- | ---- | ---- | ---- | ---- | ---- |
| 755  | 750  | 722  | 717  | 724  | 798  | 730  | 722  | 702  |

| 1901 | 1906 | 1911 | 1921 | 1926 | 1931 | 1936 | 1946 | 1954 |
| ---- | ---- | ---- | ---- | ---- | ---- | ---- | ---- | ---- |
| 799  | 637  | 592  | 575  | 522  | 516  | 484  | 475  | 455  |

| 1962 | 1968 | 1975 | 1982 | 1990 | 1999 | 2004 | 2006 | 2009 |
| ---- | ---- | ---- | ---- | ---- | ---- | ---- | ---- | ---- |
| 424  | 376  | 292  | 279  | 237  | 222  | 190  | 189  | 165  |

| 2014 | 2019 | 2022 | - | - | - | - | - | - |
| ---- | ---- | ---- | - | - | - | - | - | - |
| 144  | 129  | 124  | - | - | - | - | - | - |

#### Pyramide des âges
La population de la commune est relativement âgée.
En 2018, le taux de personnes d'un âge inférieur à 30 ans s'élève à 19,4 %, soit en dessous de la moyenne départementale (31 %). À l'inverse, le taux de personnes d'âge supérieur à 60 ans est de 46,5 % la même année, alors qu'il est de 31,1 % au niveau départemental.
En 2018, la commune comptait 72 hommes pour 62 femmes, soit un taux de 53,73 % d'hommes, largement supérieur au taux départemental (49,13 %).
Les pyramides des âges de la commune et du département s'établissent comme suit.
| Hommes | Classe d’âge | Femmes |
| ------ | ------------ | ------ |
| 1,4    | 90 ou +      | 0,0    |
| 13,0   | 75-89 ans    | 11,7   |
| 31,9   | 60-74 ans    | 35,0   |
| 21,7   | 45-59 ans    | 18,3   |
| 17,4   | 30-44 ans    | 10,0   |
| 7,2    | 15-29 ans    | 11,7   |
| 7,2    | 0-14 ans     | 13,3   |

| Hommes | Classe d’âge | Femmes |
| ------ | ------------ | ------ |
| 0,9    | 90 ou +      | 2,5    |
| 8,4    | 75-89 ans    | 11,7   |
| 20,4   | 60-74 ans    | 20,5   |
| 21,3   | 45-59 ans    | 20,3   |
| 16,8   | 30-44 ans    | 16,3   |
| 15,2   | 15-29 ans    | 13,2   |
| 17     | 0-14 ans     | 15,6   |

## Économie

### Emploi
| Division       | 2008  | 2013  | 2018  |
| -------------- | ----- | ----- | ----- |
| Commune        | 4 %   | 8,1 % | 6,5 % |
| Département    | 6,3 % | 7,7 % | 7,7 % |
| France entière | 8,3 % | 10 %  | 10 %  |

En 2018, la population âgée de 15 à 64 ans s'élève à 80 personnes, parmi lesquelles on compte 72,7 % d'actifs (66,2 % ayant un emploi et 6,5 % de chômeurs) et 27,3 % d'inactifs,. Depuis 2008, le taux de chômage communal (au sens du recensement) des 15-64 ans est inférieur à celui de la France et du département.
La commune fait partie de la couronne de l'aire d'attraction de Brioude, du fait qu'au moins 15 % des actifs travaillent dans le pôle,. Elle compte 45 emplois en 2018, contre 57 en 2013 et 63 en 2008. Le nombre d'actifs ayant un emploi résidant dans la commune est de 56, soit un indicateur de concentration d'emploi de 80,8 % et un taux d'activité parmi les 15 ans ou plus de 50,9 %.
Sur ces 56 actifs de 15 ans ou plus ayant un emploi, 33 travaillent dans la commune, soit 59 % des habitants. Pour se rendre au travail, 55,6 % des habitants utilisent un véhicule personnel ou de fonction à quatre roues, 1,9 % les transports en commun, 39 % s'y rendent en deux-roues, à vélo ou à pied et 3,7 % n'ont pas besoin de transport (travail au domicile).

### Activités hors agriculture
30 établissements sont implantés à Ally au 31 décembre 2019. Le tableau ci-dessous en détaille le nombre par secteur d'activité et compare les ratios avec ceux du département,.
| Secteur d'activité                                                     | Commune | Commune | Département |
| Secteur d'activité                                                     | Nombre  | %       | %           |
| ---------------------------------------------------------------------- | ------- | ------- | ----------- |
| Ensemble                                                               | 30      |         |             |
| Industrie manufacturière, industries extractives et autres             | 23      | 76,7 %  | (14,2 %)    |
| Commerce de gros et de détail, transports, hébergement et restauration | 4       | 13,3 %  | (28,8 %)    |
| Activités financières et d'assurance                                   | 2       | 6,7 %   | (4,4 %)     |
| Activités immobilières                                                 | 1       | 3,3 %   | (3,9 %)     |

Le secteur de l'industrie manufacturière, des industries extractives et autres est prépondérant sur la commune puisqu'il représente 76,7 % du nombre total d'établissements de la commune (23 sur les 30 entreprises implantées à Ally), contre 14,2 % au niveau départemental.

### Agriculture
La commune fait partie de la petite région agricole dénommée « Margeride ». En 2010, l'orientation technico-économique de l'agriculture  sur la commune est la production de bovins, orientation élevage et viande.
|                                   | 1988  | 2000 | 2010 |
| --------------------------------- | ----- | ---- | ---- |
| Exploitations                     | 44    | 34   | 26   |
| Superficie agricole utilisée (ha) | 1 734 | 1612 | 1461 |

Le nombre d'exploitations agricoles en activité et ayant leur siège dans la commune est passé de 44 en 1988 à 34 en 2000 puis à 26 en 2010, soit une baisse de 41 % en 22 ans. Le même mouvement est observé à l'échelle du département qui a perdu pendant cette période 43 % de ses exploitations. La surface agricole utilisée sur la commune a également diminué, passant de 1 734 ha en 1988 à 1 461 ha en 2010. Parallèlement la surface agricole utilisée moyenne par exploitation a augmenté, passant de 39 à 56 ha.

### Énergie éolienne

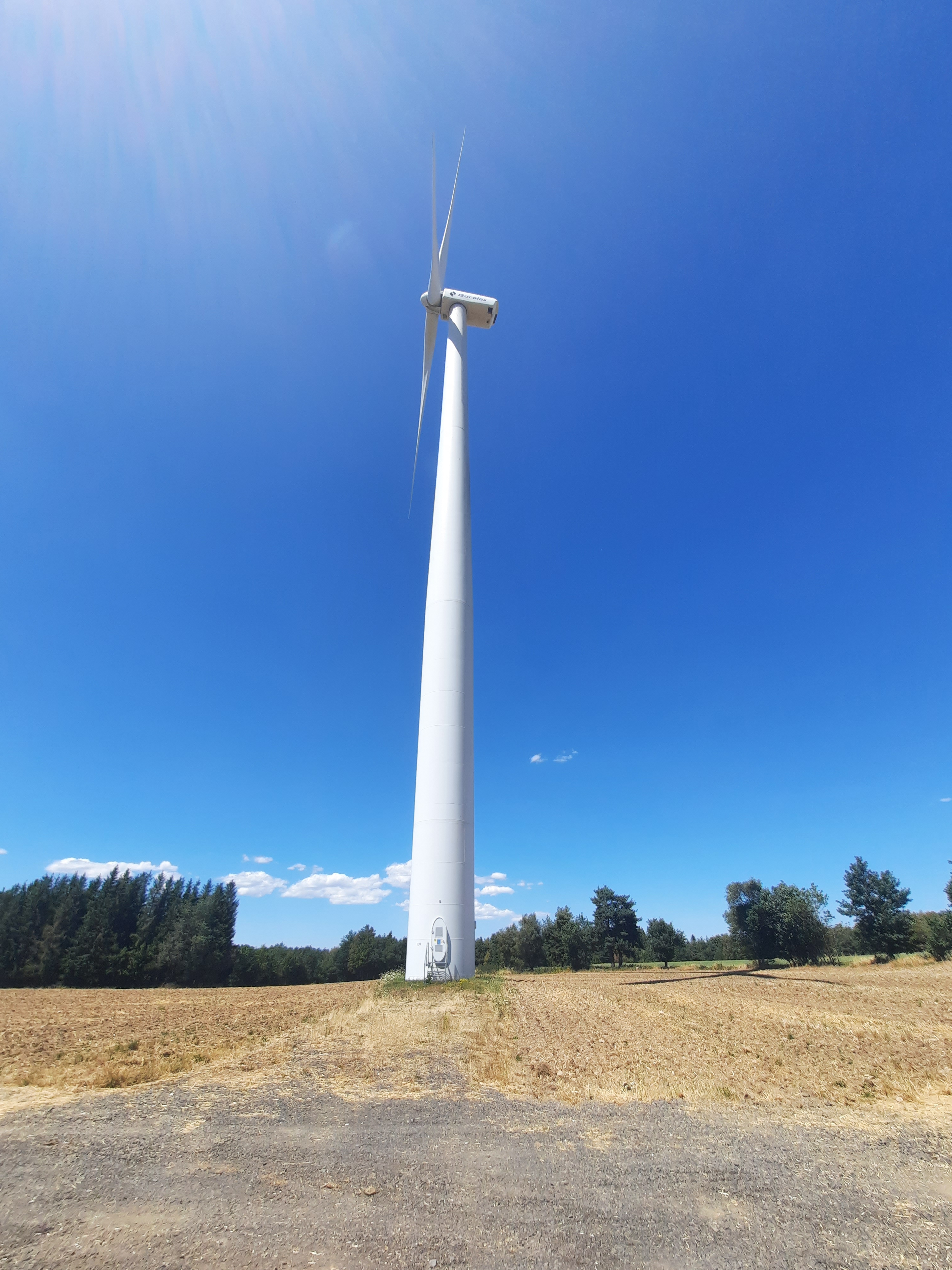
Éolienne d'Ally.

Le 27 octobre 2005 a été inauguré un champ de 26 éoliennes sur les communes d'Ally et de Mercœur pouvant produire 39 MW en pleine production. Il s'agissait, à cette date, du plus grand champ d'éoliennes de France. Il fait partie du parcours touristique proposé par Action Ally 2000. En 2016, le financement de sa maintenance est ouvert au public à travers la plateforme Lendosphere afin d'« impliquer les acteurs du territoire dans le projet » développé par l'entreprise Boralex, récoltant 386 500 € dont 109 000 € auprès des riverains du parc éolien malgré des limitations liées à l'accès Internet de certaines personnes intéressées.

### Tourisme
L'église date du XIIe siècle. Le Pradal possède une très belle chapelle.
Il existe aussi de nombreuses possibilités de randonnées pédestres ou à vélo.

## Culture locale et patrimoine

### Lieux et monuments
Dans les années 1980, le conseil municipal a conduit une réflexion pour mettre en valeur le patrimoine de la commune. Une association Action Ally 2000 a été alors créée. Son objectif est de contribuer à cette mise en valeur. Ainsi, l'ancienne mine d'antimoine de la Rodde a été équipée pour pouvoir être visitée avec toutes les précautions de sécurité. Cette mine est ouverte au tourisme depuis 1996.
Cinq moulins à vent ont été restaurés sur le territoire d'Ally. Le premier à Pargeat a été refait à l'identique et se visite de manière authentique. Le second dit du Calvaire est devenu « panoramique ». Deux d'entre eux sont devenus des gîtes ruraux « Gîtes de France » et connaissent un très grand succès grâce à leur côté exotique. Ils sont ouverts d'avril à novembre. Un moulin à parole a ouvert en 2009 offrant des contes et légendes du pays.

### Personnalités liées à la commune
- La famille de Rochefort d'Ally. Cette maison, l'une des plus illustres du royaume, tant par l'ancienneté de son origine, que par la grandeur de ses alliances, est connue en Auvergne dès le commencement du onzième siècle, qu'Antoine de Rochefort épousa Marguerite, héritière d'Ally, avec laquelle il fonda l'an 1001, comme le remarque Prohet dans ses commentaires sur la coutume d'Auvergne, imprimée à Paris en 1695, le prieuré de Bonnat ou de Rochefort dans le diocèse de Saint-Flour.